# 下げ振り

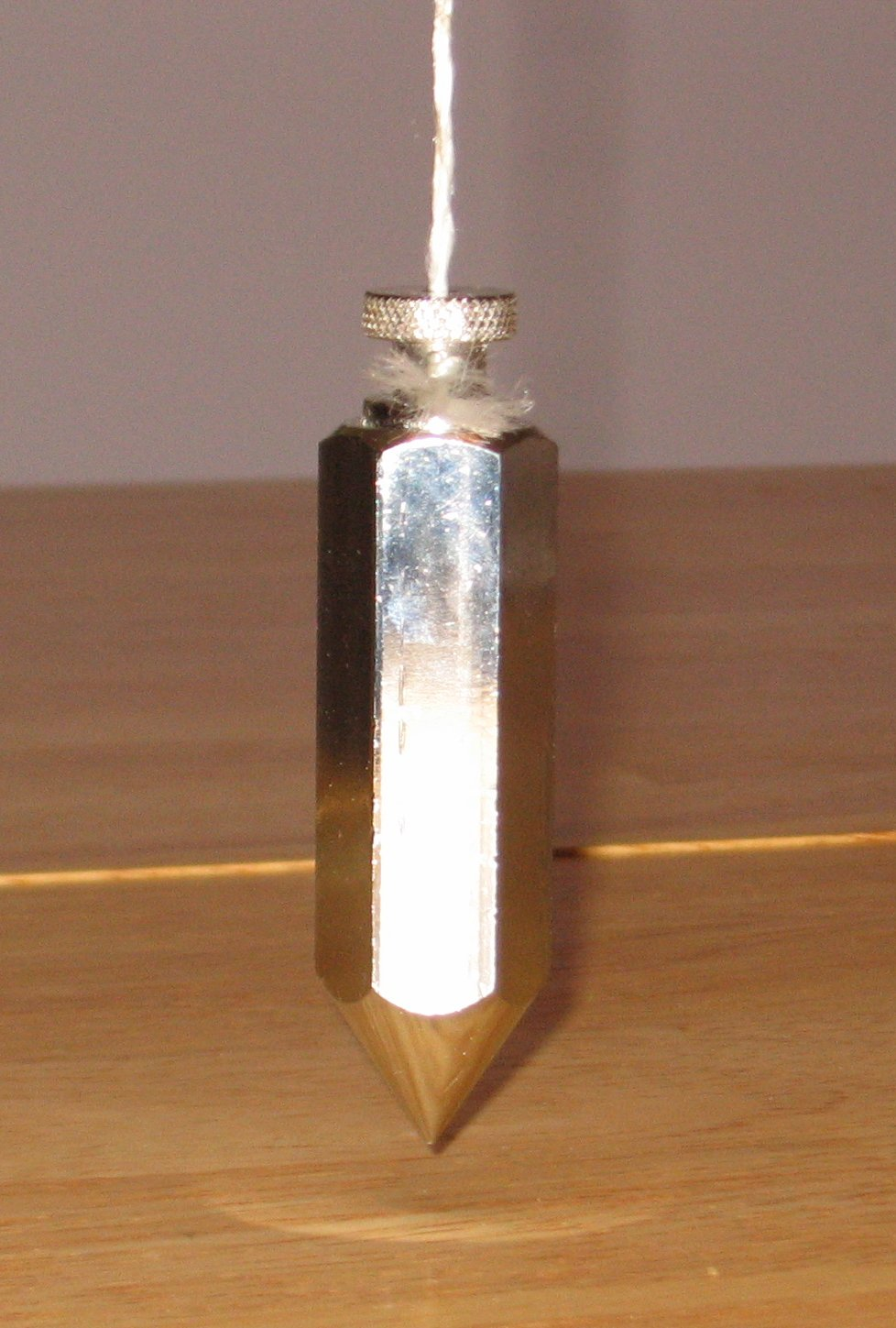
下げ振り

下げ振り（さげふり、英: Plumb bob）または重錘（じゅうすい）は、水準器の前身であり、通常、底部に尖った先端があり、紐から吊り下げられ、垂直方向の基準線、または鉛直線として使用される重りである。通常は石、木、または鉛で作られるが、他の金属で作ることもできる。装飾用に使われる場合は、骨や象牙で作られることもある。
この道具は少なくとも古代エジプト時代から、構造物が「垂直」であることを確認するために使われてきた。測量では、空間内の一点の重力に対する天底（天頂の反対）を定めるためにも使われる。さまざまな機器（水準器、トランシット、メジャーなど）と共に使用され、固定された測量標の上に機器を正確に設置したり、測量標を配置するための位置を地面に転写するのに使われる。

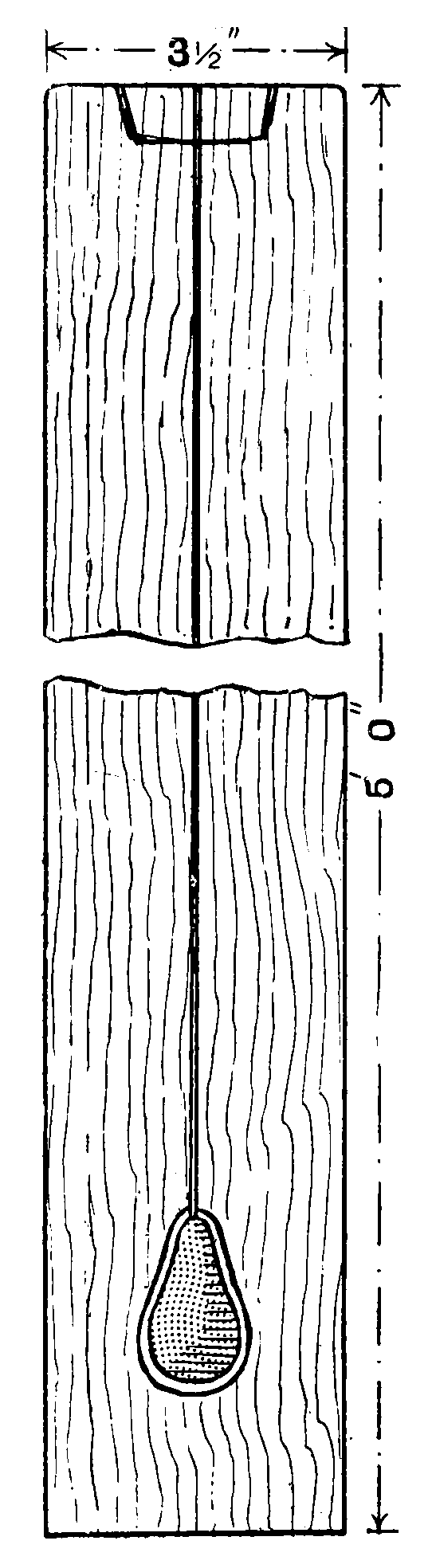
カセルズ木工所の下げ振り定規

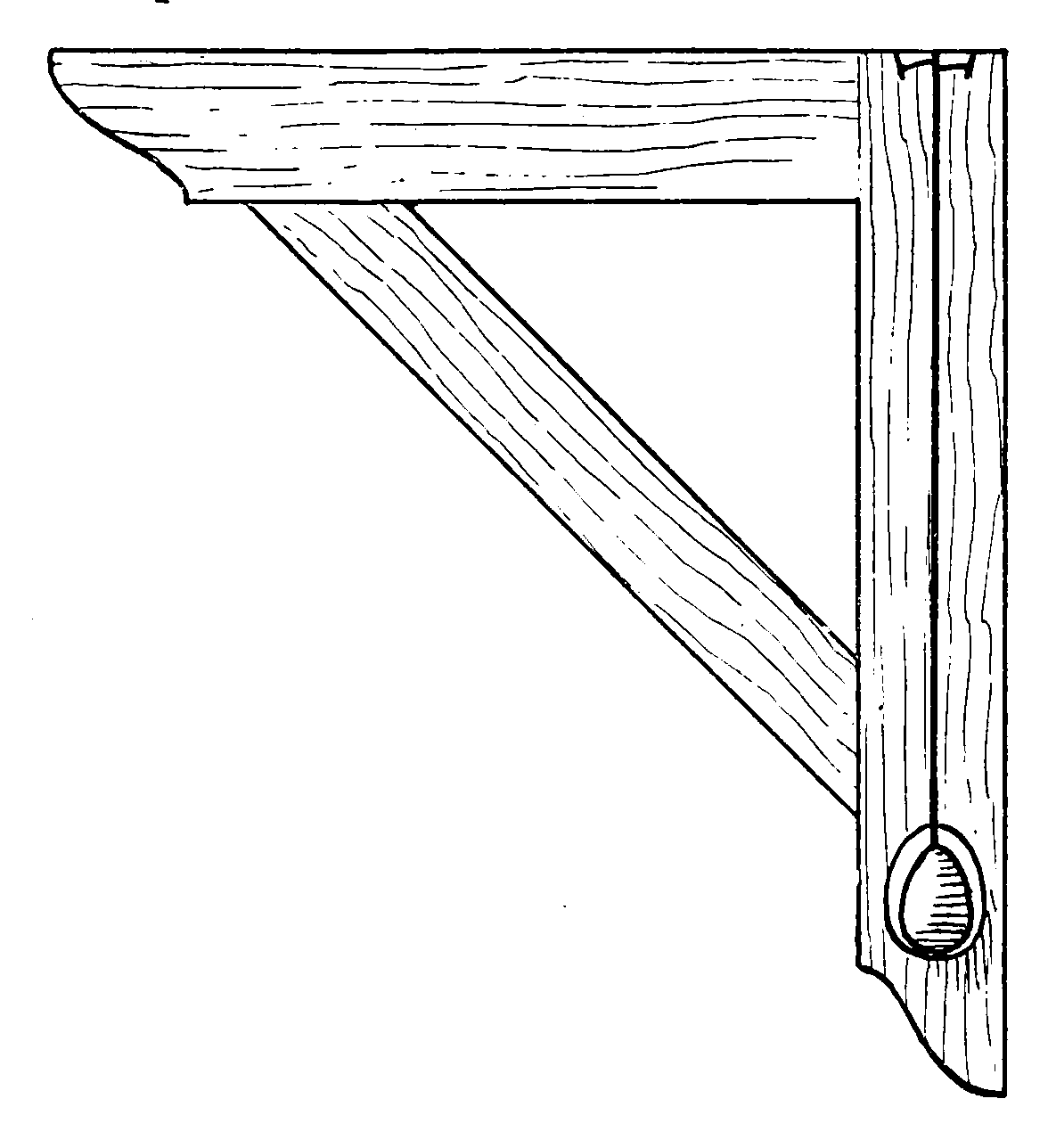
カセルズ木工所の下げ振りL定規

## 使用法
現代まで、ほとんどの高層建築物では、垂直の基準線を引くため、下げ振りが使われてきた。床の基準点に合わせ、足場の一箇所に鉛直線が付けられる。建物が上に向かうにつれて、鉛直線も基準点に合わせながらさらに高く引き上げられる。多くの大聖堂の尖塔、ドーム、塔の床には、上部の建物の中心を示す真鍮の基準点が今でも埋め込まれている。

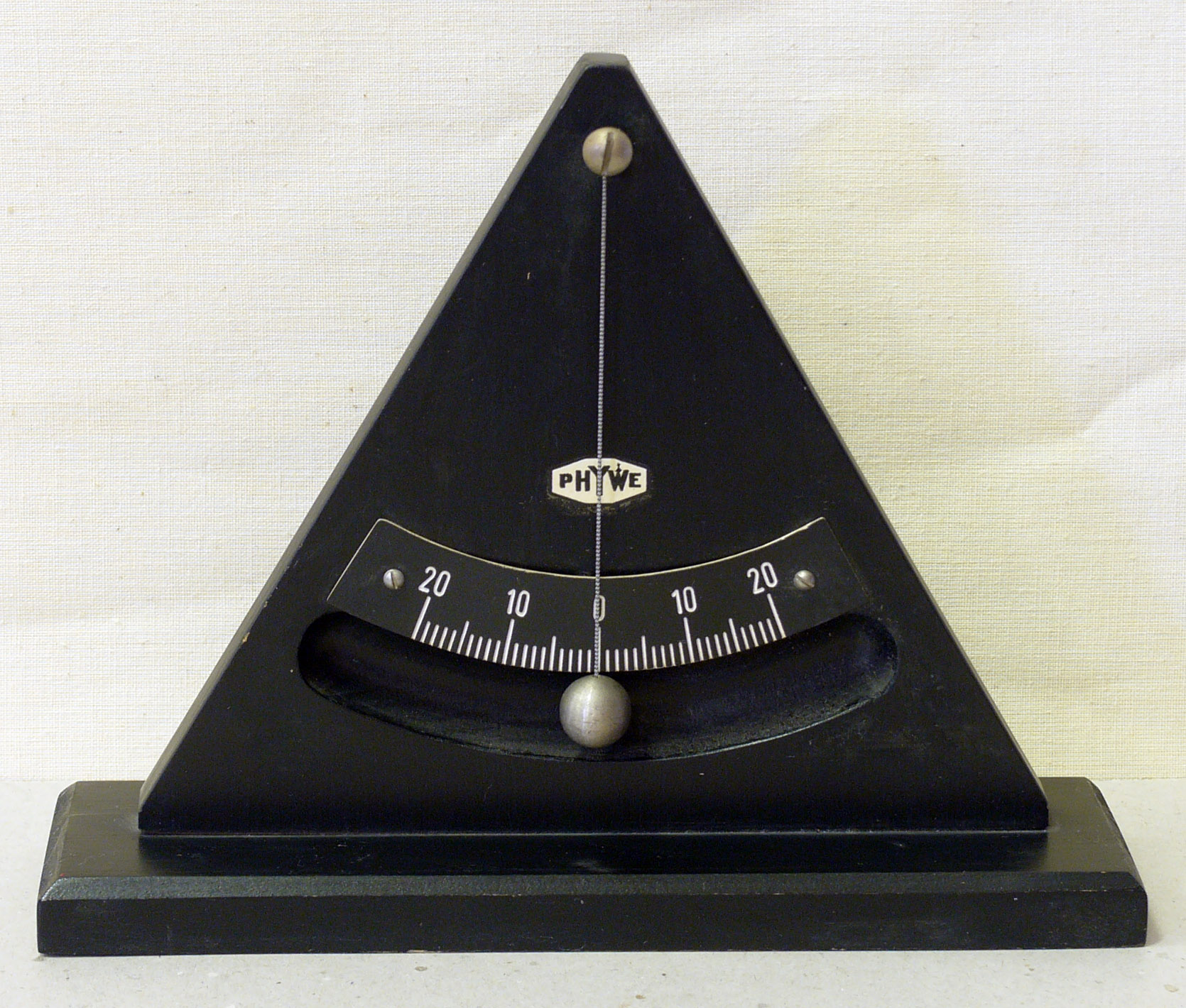
傾斜計としての目盛り付き下げ振り

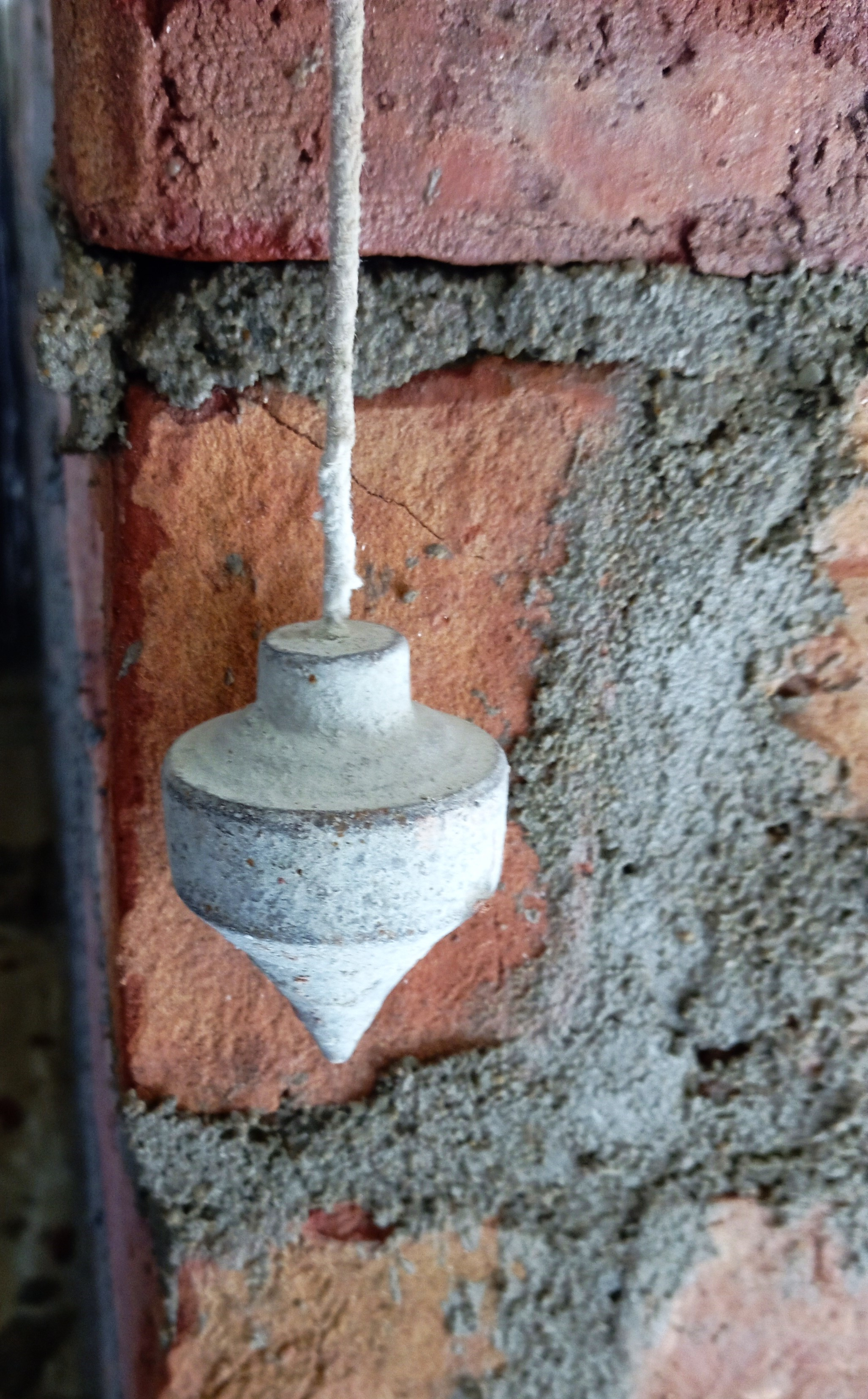
石工作業における紐付き下げ振り

下げ振りと鉛直線だけでは、垂直基準しか決められない。ただし、定規に取り付けると、傾斜計としても使用でき、垂直に対する角度を測定することができる。
古代エジプト人は、E の文字に似た道具の上部外側に鉛直線を付けて使った。壁に立てかけると、鉛直線は垂直線を示す。A の文字に似たアーキペンデュラムも頂点から鉛直線を垂れ下げ、水平を見つけるために使った。これらは19世紀半ばまでヨーロッパで使われていた。この道具の変種では、逆 T 字型の上部から鉛直線が下がっている。
初期の高層ビルでは、エレベーターシャフトにワイヤーで吊るされた重い下げ振りが使用されていた。
下げ振りは、揺れを弱めるために、水（氷点以上の温度の場合）、糖蜜、非常に粘性の高い油、またはその他の液体の入った容器に入れられることがあり、ショックアブソーバーとして機能する。

### 不規則な形状の重心の決定
人物画（英語: Figure drawing）の生徒は、鉛直線を使って、対象の重心を通る垂直軸を見つけ、それを基準点として紙の上に描く。専用の器具も、紐と座金などの重りで作った間に合わせの器具もある。この鉛直線は、解剖学的な形状を整え、対象の重心を視覚化するために重要である。